# Sobenja vas
 Sobenja vas je naselje u Općini Brežice u istočnoj Sloveniji.   Sobenja vas se nalazi u pokrajini Dolenjskoj i statističkoj regiji Donjoposavskoj. 

## Stanovništvo
Prema popisu stanovništva iz 2002. godine Sobenja vas je imala 152 stanovnika.

### Etnički sastav
1991. godina
- Slovenci: 155 (98,7%)
- Hrvati: 1
- Nepoznato: 1